# Highland (Arkansas)
Highland és una població dels Estats Units a l'estat d'Arkansas. Segons el cens del 2000 tenia 986 habitants.

## Demografia
Segons el cens del 2000, Highland tenia 986 habitants, 403 habitatges, i 309 famílies. La densitat de població era de 43,6 habitants/km².
Dels 403 habitatges en un 29,5% hi vivien nens de menys de 18 anys, en un 60,3% hi vivien parelles casades, en un 10,9% dones solteres, i en un 23,1% no eren unitats familiars. En el 20,8% dels habitatges hi vivien persones soles el 9,7% de les quals corresponia a persones de 65 anys o més que vivien soles. El nombre mitjà de persones vivint en cada habitatge era de 2,45 i el nombre mitjà de persones que vivien en cada família era de 2,78.
Per edats la població es repartia de la següent manera: un 24,3% tenia menys de 18 anys, un 6,1% entre 18 i 24, un 23,3% entre 25 i 44, un 25,7% de 45 a 60 i un 20,6% 65 anys o més.
L'edat mediana era de 42 anys. Per cada 100 dones de 18 o més anys hi havia 96,3 homes.
La renda mediana per habitatge era de 28.929 $ i la renda mediana per família de 32.788 $. Els homes tenien una renda mediana de 25.357 $ mentre que les dones 15.938 $. La renda per capita de la població era de 14.589 $. Entorn del 13% de les famílies i el 18,2% de la població estaven per davall del llindar de pobresa.

## Poblacions més properes
El següent diagrama mostra les poblacions més properes.